# Riksdagen 1569
Riksdagen 1569 ägde rum i Stockholm.
Ständerna sammanträdde den 22 januari 1569. 
Den 24 januari anklagade några ur rådet och hertig Johan Erik XIV för att missköta rikets affärer, vilket Erik själv fick möjlighet bemöta. Den 25 förklarade riksdagen Erik avsatt och förlustig sin arvsrätt samt dömde honom till livstids fängsligt förvar. Den 26 januari valdes hertig Johan till kung, med namnet Johan III.
Riksdagen avslutades den 26 januari 1569.